# Братков, Валентин Николаевич
Валенти́н Никола́евич Братко́в (4 мая 1927, Барсуковская, Северо-Кавказский край — 26 января 2010, Сосновый Бор, Ленинградская область) — передовик производства, бригадир монтажников. Герой Социалистического Труда (1982).

## Биография
Родился 4 мая 1927 года в крестьянской семье в станице Барсуки (ныне — в Кочубеевском районе Ставропольского края). В 1953 году окончил семилетнюю среднюю школу, после чего устроился учеником газоэлектросварщика на Изобильненском ренмонтно-механическом заводе. В 1957 году был призван в армию в строительные войска. Во время службы в армии работал в Красноярске-26 на объектах Министерства среднего машиностроения и получил специальность монтажника. После армии продолжил трудовую деятельность на стройках в Монтажно-строительном управлении № 90 Министерства среднего машиностроения. Работал в городах Красноярске-26 и Шевченко. Возглавлял бригаду при строительстве Ленинградской АЭС, которая обеспечила досрочный монтаж трёх реакторов и смонтировала четвёртый блок станции за пять с половиной месяцев вместо запланированных одного года и девяти месяцев. Избирался членом городского Совета народных депутатов Соснового Бора.
С 1982 года работал на строительстве первой очереди Игналинской АЭС. За выдающиеся достижения в трудовой деятельности при выполнении заданий по сооружению объектов атомной энергетики был удостоен в 1982 году звания Героя Социалистического Труда.

## Награды
- Орден «Знак Почёта» (1962)
- Орден Трудового Красного Знамени (1974)
- Медаль «В ознаменование 100-летия со дня рождения Владимира Ильича Ленина»
- Герой Социалистического Труда (орден Ленина и медаль «Серп и Молот»; 18.3.1982).